# Embalse de Crevillente
El embalse de Crevillente es un embalse de España que se encuentra situado en el término municipal de Crevillente, en la provincia de Alicante, España y que tiene como función regular parte del caudal procedente del trasvase Tajo-Segura. Este embalse pertenece a la Confederación Hidrográfica del Segura y se construyó en el año 1985 en el cauce del barranco del Boch.
Tiene una superficie embalsada de 108 hectáreas, con una capacidad máxima de aprox. 12,78 hm³ y un perímetro de riberas de unos14 km. Tiene una presa de gravedad de 54 m de altura y 360 m de longitud.

## Situación
La presa de Crevillente, conocida también como Depósito Regulador del Canal de Crevillente, está ubicada en el barranco del Bosch. Este barranco tiene un caudal discontinuo, con un fuerte estiaje, por lo que las aportaciones procedentes de la cuenca propia son prácticamente inexistentes, siendo su principal fuente de alimentación el Canal de Crevillente. Este Canal discurre a cotas inferiores a las del embalse por lo que el agua puede, o bien, continuar directamente hacia el sistema de distribución de la zona regable, o bien, ser derivada hacia una estación de bombeo que la eleva al embalse para su regulación. La estación de bombeo está situada en la margen izquierda del Canal, en las proximidades del pie de presa, y el caudal bombeado alcanza el embalse a través de una toma reversible que discurre en túnel bajo el estribo derecho de la presa.
La presa de Crevillente y su embalse se localizan en la hoja 893 (Elche) del Servicio Geográfico del Ejército, a escala 1:50 000, en su edición de 1997. La presa cierra el barranco del Bosch, a unos 6 km aguas arriba de su desembocadura en la Laguna del Hondo.

## Antecedentes
El Canal de Crevillente discurre aguas abajo del partidor homónimo emplazado en el Canal Postrasvase de la Margen Izquierda (CPMI), a la altura del cruce de esta infraestructura con la rambla Salada o de Abanilla. Los caudales que transporta están asignados a la Comunidad General de Regantes Riegos de Levante Izquierda del Segura, la cual está integrada a su vez por comunidades de regantes en cuenca del Júcar y del Segura cuya primera toma se localiza en la presa de San Antonio en el término de Guardamar del Segura. En el Anteproyecto general de las obras principales de conducción y regulación en el Sureste del Aprovechamiento conjunto Tajo-Segura, 1.ª fase, aprobado el 1 de abril de 1971, se había previsto que este Canal terminara en un sifón de 2,5 km de longitud, para alimentar directamente la cabecera de los riegos indicados, materializado con dos tuberías de 2 m con una capacidad total de 11,4 m³/s. Pero la necesidad de regar durante 18 horas al día y a la demanda hizo que se considerase la posibilidad de construir un depósito de regulación en cola del Canal, en el entorno del sifón y a la altura del barranco del Bosch, para que almacenase la diferencia entre el caudal de llegada y el suministrado para los riegos. La morfología del territorio donde implantar el depósito y el volumen asociado, sólo dejaba posibilidad de materializarlo mediante el cierre de un cauce natural con una presa. La viabilidad de esta presa estaba pendiente del informe geológico-geotécnico que, preceptivamente, tenía que elaborar el Servicio Geológico de Obras Públicas (SGOPU). 
El 14 de abril de 1971, el director técnico de la Confederación Hidrográfica del Segura solicitó este documento a dicho Organismo quien, en diciembre de 1972, emitió el Informe Geológico sobre el embalse de Crevillente, en el término municipal de Crevillente (Alicante), en el que concluía la viabilidad de construir el citado embalse mediante una presa de hasta 45 m de altura, en el cruce del barranco del Bosch con la carretera N-330. El 13 de marzo de 1973 la Dirección General de Obras Hidráulicas aprobó la redacción del oportuno proyecto.
El Proyecto de Depósito Regulador del Canal de Crevillente (Alicante) fue redactado por el ingeniero de la Confederación Hidrográfica del Segura, D. Alfonso Botía Pantoja, con fecha de septiembre de 1974, cuando las principales obras de conducción y regulación del Aprovechamiento conjunto Tajo-Segura, dentro de la cuenca del Segura, ya estaban ejecutándose y tenían un plazo de terminación hasta el 31 de diciembre de 1974. El proyecto estudió dos posibles alternativas para la explotación conjunta del sistema Canal de Crevillente–Depósito Regulador. 
- En la Solución 1, que es la que finalmente se eligió, el Canal de Crevillente transportaba por gravedad el caudal instantáneo hasta los canales de la zona regable, y los excedentes se derivaban por bombeo al depósito regulador creado por la presa de Crevillente. La altura necesaria de presa era de 55 m sobre cimientos y el volumen del embalse que se creaba era de unos 14 hm³.
- En la Solución 2, el Canal de Crevillente vertía por gravedad al Depósito, donde se regulaban las diferencias diarias entre las aportaciones y las demandas, que se suministraban directamente a través de la toma desde el embalse. Esta diferente concepción del sistema hidráulico conducía a una altura de presa de 29 m y a un embalse de 1,5 hm³ de capacidad.

El proyecto fue aprobado por la DGOH con fecha 12 de agosto de 1977, a efectos de información pública. En el mismo oficio de la DGOH se ordenaba a la Confederación Hidrográfica del Segura que procediese a desglosar el proyecto de la variante de la carretera CN-330, para su tramitación independiente, así como a introducir en el proyecto de la presa las recomendaciones y modificaciones propugnadas en el informe del Servicio de Vigilancia de Presas. Pero este proyecto no iba a ser definitivo ya que, durante el transcurso de la construcción de la presa, fue preciso redactar dos proyectos Modificados y un proyecto Complementario.
Como consecuencia del trámite anterior, se redactó el Proyecto Modificado 02/79 del Depósito Regulador del Canal de Crevillente”, firmado por D. Alfonso Botía Pantoja, en el que ya se daba cumplida respuesta a las indicaciones de la DGOH, al segregar el proyecto de la carretera y tramitarlo ante la Dirección General de Carreteras, e incorporar todas las modificaciones del informe del servicio de Vigilancia de Presas. 
El plazo de ejecución estipulado era de 24 meses a contar desde la fecha de firma del acta de replanteo. El 4 de mayo de 1982, el ingeniero director de las obras informó favorablemente ante la Superioridad, la propuesta del contratista de cambiar la sección tipo de la presa, desde escollera con núcleo impermeable, a todo uno, lo que implicaba mayores taludes y volúmenes de presa, aunque la petición no significaba un aumento del presupuesto. La causa alegada era que las canteras previstas no podían proporcionar el volumen suficiente de escollera por lo que había que recurrir a otras más alejadas, con lo que se encarecería el presupuesto de las obras. Para evitarlo proponía modificar la sección proyectada, conservando el núcleo, sustituyendo las escolleras de los espaldones por un todo uno procedente de las proximidades de la cerrada, protegido con escollera y prolongando los filtros de aguas abajo hasta el exterior. 
El 6 de junio de 1982, la DGOH autorizó la redacción del Proyecto 05/83 de Modificación nº 1 de Depósito Regulador del Canal de Crevillente, con una ampliación del plazo de tres meses, es decir, hasta el 31 de diciembre de 1984. Este proyecto fue aprobado el 24 de enero de 1984. Durante la ejecución de los trabajos de excavación del cimiento se descubrió que las margas de la base se encontraban muy meteorizadas, lo que obligaba a aumentar la profundidad excavada y, paralelamente, el material de relleno necesario. 
Para considerar el incremento de coste que el aumento del volumen de las excavaciones, núcleo, espaldones y hormigones de revestimiento de galerías implicaba, la DGOH autorizó el 21 de mayo de 1984, la redacción del Proyecto 09/84 de Modificación nº 2 de Depósito Regulador del Canal de Crevillente. Este proyecto, fue aprobado técnica y definitivamente el 21 de noviembre de 1984, y se incrementó el plazo de ejecución en seis meses. 
También se procedió a redactar, con objeto de ejecutar diversas actuaciones adicionales que mejoraban el funcionamiento y aprovechamiento del Depósito Regulador, el Proyecto 07/85 de Obra Complementaria nº1 del Depósito Regulador de Crevillente.
Las obras se terminaron en marzo de 1986, cumpliendo con el plazo finalmente estipulado. La recepción provisional se realizó el 15 de julio de 1986 y la definitiva el 22 de julio de 1987

## Finalidad
El embalse de Crevillente tiene la función de regular una parte de los caudales transportados por el Canal Postrasvase de la Margen Izquierda para suministrar las demandas de regadío de una parte de los riegos de La Comunidad General de Regantes Riegos de Levante Izquierda del Segura, en una zona situada en la cuenca del Júcar. Su escasa cuenca vertiente y sus reducidas aportaciones no habrían justificado nunca la construcción de este embalse que actúa prácticamente como un depósito de regulación en cola de Canal. Es una pieza importante en la distribución del agua procedente del Acueducto Tajo-Segura a través del Postrasvase, por lo que prácticamente la totalidad de sus aportaciones proceden del Aprovechamiento Conjunto Tajo-Segura. 
La presa de Crevillente es de gravedad, planta recta -salvo en la zona de los dos estribos donde presenta una ligera curvatura-, de materiales sueltos con núcleo de arcilla. El núcleo constituye el elemento impermeable, se desarrolla desde la cimentación hasta un metro por debajo del nivel de coronación. Desde el interior hacia el exterior, la presa está formada por el núcleo de margas arcillosas, dos capas de filtro –fino y grueso- aguas abajo del núcleo, dos espaldones construidos con zahorras de la zona, una cuña exterior de gravas, y un manto de escollera de protección. La longitud en planta de la presa es de 360 m, su altura desde cimientos se eleva a 58,00 m, mientras que sobre el cauce es de 54,50 m. El volumen de tierras con las que se fabricó el cuerpo de presa asciende a 100.000 m³.
La sección tipo de la presa es trapecial con taludes de 2,35:1 el de aguas arriba y 2,60:1 el paramento de aguas abajo. La coronación de la presa se sitúa a la cota 147,50 y tiene 12,50 m de ancho. Para limitar las presiones intersticiales durante la construcción de la presa y cuando se producen los desembalses esta cuenta con un complejo sistema de filtros y drenes construidos en ambos espaldones.

## Marco territorial

### Características físicas de la cuenca
La cuenca vertiente al embalse de Crevillente tiene una superficie de 11,80 km², su altitud máxima es de 792 m s. n. m. y pertenece en su totalidad al municipio de Crevillente. El barranco del Bosch, en el cual se asienta la presa, apenas fluye durante los días siguientes a una precipitación significativa. Como dato relacionado, cabe señalar que la precipitación con periodo de retorno de 1000 años apenas llega a generar un caudal punta de 85 m³/s. La cuenca del barranco del Bosch no dispone de tributarios desarrollados como tales. La superficie vertiente tiene una forma netamente rectangular, salvo en un pequeño apéndice que sobresale al NO, de unos 4 km en sentido perpendicular a la presa y unos 3 km en el paralelo. Este territorio recibe una precipitación media anual de unos 450 mm.
El Máximo Nivel de Embalse Normal (MNEN) se fijó en el proyecto original en el umbral del aliviadero, que es de labio fijo y está ubicado en la margen derecha de la presa, dispone de rápida y cuenco amortiguador y está sAituado a la cota 145,00. El volumen total de embalse para el nivel máximo normal se eleva a 12,78 hm³, mientras que el útil lo reduce ligeramente hasta 12,28 hm³. Por su parte, la superficie inundada para este nivel es de 90,87 ha, la longitud de costa asciende a 14 km y la longitud del embalse se remonta 0,9 km río arriba.
Para la avenida de proyecto, calculada para un periodo de retorno de 500 años, el caudal se eleva a unos 75 m³/s, la máxima cota alcanzada por el embalse -Nivel para la Avenida de Proyecto (NAP)- resulta ser la 145,52, a la que corresponde un volumen de embalse de 13,26 hm³ y una superficie inundada de 93,03 ha.

### Geología regional
La presa de Crevillente se sitúa sobre un conjunto de sedimentos posalpídicos, depositados en un ambiente predominantemente marino. Estos materiales se apoyan sobre el borde nororiental de la zona subbética alóctono y, más concretamente, sobre el extremo oriental de la sierra de Crevillente, que está constituida por un anticlinal de materiales triásicos, jurásicos y cretácicos, cuyo eje de dirección OSO-ENE se hunde hacia el Este bajo una potente serie miocena. Los materiales de la serie mesozoica que afloran en la sierra de Crevillente son margas yesíferas de facies Keuper, calizas, dolomías y calizas dolomíticas, calizas margosas y margas.
La serie terciaria se inicia, discordante, con niveles de conglomerados y areniscas (molasas) y sigue con margas, arcillas, areniscas poco cementadas, calizas y margas, finalizando con bancos Ade conglomerado, areniscas y margas rojizas del Plioceno. El cuaternario es un aluvial reciente, que recubre grandes extensiones, pero ya fuera de la zona cercana al embalse.
La naturaleza calcárea compacta del Jurásico contrasta con el material arcilloso–yesífero del Trías, lo que, morfológicamente, da lugar a una acusada erosión diferencial que produce picos elevados en la sierra, bordeados por profundos barrancos de paredes verticales. En el valle de Aspe, este aspecto está atenuado por el relleno de materiales aluviales en las depresiones. A uno y otro lado de este núcleo se disponen las serretas terciarias de relieve mucho más moderado en sus desniveles, pero también bastante quebrado por erosión diferencial, con valles paralelos a la estructura y colectores consecuentes, frecuentemente encajados en fallas. Estos materiales terciarios (Mioceno Medio a Plioceno Superior) presentan frecuentes variaciones laterales de litofacies relacionadas, tanto con los aportes locales inmediatos, como con las diversas profundidades de sedimentación. 

### Geología y geotecnia del vaso
A todo lo largo del cauce hay un espesor de aluvial rápidamente decreciente hacia aguas abajo, como es natural dada la morfología del cauce, pues el arrastre es máximo en el estrechamiento. Dicho espesor varía de un máximo de 4 m, a unos 2 m y a menos de un metro. Durante la fase del proyecto de construcción primitivo del año 1972, se efectuaron siete sondeos mecánicos, con una longitud total perforada de 600 m y distribuidos en 3 perfiles diferentes; dos de ellos transversales al barranco y el otro longitudinal. El porcentaje de testigo fue bastante variable dentro de cada sondeo, pues se encontraron algunos tramos en los que se alcanzó casi el 100% y otros en los que la recuperación fue prácticamente nula. Los resultados de los perfiles indicaron que la ladera derecha, en sus primeros metros, estaba en peores condiciones que la izquierda.
Con objeto de evaluar la permeabilidad de la zona, se realizaron ensayos de admisión de agua. Tomando como límite admisible unos 4 l/m/minuto para una presión de inyección de 10 atm. Las pérdidas totales fueron poco frecuentes, salvo en un sondeo, en el que, además de que el porcentaje de recuperación de testigo fue muy irregular, las admisiones fueron sensiblemente mayores a las del resto de los sondeos.
El vaso se desarrolla todo él en terrenos miocenos. Es impermeable, pues está en áreas excavadas por la erosión en margas y arcillas. Afloran en él niveles de areniscas y cali-zas que son poco permeables y están embutidas en paquetes impermeables. 

### Geología y geotecnia de la cerrada
Los terrenos de la cerrada donde se asienta la presa corresponden a una serie de niveles de margas, calizas y areniscas concordantes, que buzan 30° y 40° hacia el Sur. Todos estos materiales forman el flanco sur de un anticlinal suave. Durante la fase del proyecto de construcción primitivo del año 1972, se efectuaron siete sondeos mecánicos, con una longitud total perforada de 600 m y distribuidos en 3 perfiles diferentes; dos de ellos transversales al barranco y el otro longitudinal. En todos los sondeos se efectuó el registro de radioactividad natural. En el proyecto definitivo, al cambiar la tipología de la presa a materiales sueltos con núcleo impermeable de arcilla, se adelantó la cerrada ligeramente hacia aguas arriba por lo que la caracterización geológico-geotécnica del terreno, al buzar hacia aguas abajo, se asumió críticamente y fue confirmada durante la ejecución de las obras.
La columna litológica que se dedujo de los sondeos es bastante similar en todos ellos ya que, comienza con calizas detríticas, que pasan gradualmente a areniscas detríticas y, posteriormente, a margas progresivamente menos detríticas. Existen niveles de arcillas, de areniscas o de calizas detríticas a diversas profundidades, que hacen que los cambios noA sean bruscos. Estos niveles comienzan con un paquete de calizas detríticas, que pasan gradualmente a margas detríticas, distinguiéndose en algunas partes un nivel de areniscas. Después se sitúa un nivel de areniscas amarillentas, en las que se intercala uno de arcillas grises claras. A continuación se observa un gran paquete de margas y margas detríticas, cuya potencia aproximada es de unos 25 m, y en el que se han dado algunas correlaciones de los niveles de areniscas y calizas aunque, en general, no parece que exista continuidad de ellos. Más abajo se localiza un nivel de calizas detríticas amarillentas de potencia variable, que da paso a un nivel de arcillas y margas grises oscuras. Acaban todos los sondeos con un nivel de margas de diversas tonalidades, que comienzan detríticas y en profundidad van siendo más arcillosas.
Geológicamente no se encontró ningún problema para la implantación de la presa en la cerrada elegida en el Proyecto Modificado 02/79 del Depósito Regulador del Canal de Crevillente. Finalmente se adelantó la presa hacia aguas arriba respecto de la cerrada prevista inicialmente para ajustar el tipo de presa de materiales sueltos, con núcleo central arcilloso, a la morfología del estrechamiento. El núcleo se apoya, al menos en los dos tercios centrales, sobre materiales impermeables formados por margas más o menos arcillosas y, en menor proporción, sobre margas calcáreas y arenosas en, al menos, 250 m, que fueron atravesadas por los sondeos. Su potencia es superior a los 4 m, su buzamiento es hacia aguas abajo (concordante con la estructura de la zona) y su permeabilidad es más que suficiente. En los estribos, el núcleo apoya en niveles de areniscas y calizas detríticas arenosas que, al ser de dudosa impermeabilidad, fue necesaria una limpieza y el sellado de juntas y diaclasas.

## Datos
- Datos del río: longitud del río embalsado 0,90 kKm

- Datos de la cuenca:

- Superficie de la cuenca del embalse: 11,80 km²
- Altitud máxima de la cuenca del embalse: 792 m

- Cuerpo de presa:

- Tipo: Materiales sueltos
- Materiales: Tierras, escolleras, gravas y arcillas
- Talud de aguas arriba: 2,35/1 (h/v)
- Talud de aguas abajo: 2,60/1 (h/v)
- Altura sobre el cauce: 54,50 m
- Cota de coronación (eje de calzada): 147,50 m,
- Longitud de coronación: 360,00 m
- Ancho de coronación: 12,50 m
- Volumen total de material: 1.100.000 m³

- Aliviadero:

- N.º de aliviaderos: 1
- Tipo de aliviadero: Labio fijo sin compuertas
- Ubicación: Adosado lateralmente estribo izquierdo
- Posición respecto a la corriente: Lateral
- Situación: Estribo izquierdo
- Longitud libre total: 41,50 m

## Accesos
La presa está emplazada en la intersección de la antigua carretera CN-330 -que enlaza Crevillente con Albacete (hoy día CN-325)- con el barranco del Bosch, en el término municipal de Crevillente. Desde Murcia se llega a la presa de Crevillente a través de la autopista del Mediterráneo A-7 (E-15), para después tomar la salida de Crevillente, cruzar esta localidad y torcer en un desvío para coger la actual carretera N-325. El acceso a la presa está convenientemente señalizado en el PK 19+000 de esta última vía. Las viviendas de la presa se encuentran a unos doscientos metros y se accede a ellas a través de un camino pavimentado.
El entorno del embalse está muy poblado y la distancia por carretera desde la presa a las ciudades más importantes es de 1,5 km a Crevillente, 11 km a Elche, 47 km a Murcia y 28 km a Alicante. La estación de ferrocarril y el aeropuerto más próximos son los de la ciudad de Elche.